# 木下哲哉
木下 哲哉（きのした てつや、1976年〈昭和51年〉3月23日 - ）は、日本のアニメプロデューサー。株式会社ポニーキャニオン アニメクリエイティブ本部プロデュース2部ゼネラルプロデューサー。広島県廿日市市出身。学位は修士（学術）（ロングアイランド大学・2001年）。

## 経歴
玉川大学文学部英米文学科国際経営専攻を卒業、ロングアイランド大学修士課程を修了後、2001年にProduction I.Gに入社。制作を担当する。2005年にポニーキャニオンに中途入社。

## 略歴
- 1999年（平成11年） - 玉川大学文学部英米文学科国際経営専攻卒業。
- 2001年（平成13年） - ロングアイランド大学（英語版）修士課程修了。
- 2001年（平成13年）7月 - 株式会社プロダクション・アイジー（現・株式会社IGポート）入社。
- 2005年（平成17年）2月 - 株式会社ポニーキャニオン入社。
- 2016年（平成28年）6月 - 株式会社ポニーキャニオン クリエイティヴDiv.木下R室長[1]。
- 2017年（平成29年）6月 - 株式会社ポニーキャニオン アニメクリエイティヴDiv.制作2部マネージャー[2]。
- 2018年（平成30年）6月 - 株式会社ポニーキャニオン アニメクリエイティヴ本部制作2部エグゼクティヴプロデューサー（現任）[3]。
- 2021年（令和3年）6月 - 株式会社ポニーキャニオン アニメクリエイティブ本部プロデュース2部ゼネラルプロデューサー（現任）[4]。

## 作品一覧

### テレビアニメ
2001年
- パラッパラッパー（制作進行）
- バンパイヤン・キッズ（制作進行）

2004年
- お伽草子（制作デスク、制作進行）

2006年
- 半分の月がのぼる空（宣伝担当）
- しにがみのバラッド。（宣伝担当）

2007年
- 神曲奏界ポリフォニカ（アシスタントプロデューサー）
- 神霊狩/GHOST HOUND（プロデューサー）

2008年
- 無限の住人（プロデューサー）

2009年
- 戦国BASARA（プロデューサー）

2010年
- 戦国BASARA弐（プロデューサー）

2011年
- 戦国乙女〜桃色パラドックス〜（プロデューサー）

2012年
- 新世界より（プロデューサー）

2013年
- 進撃の巨人（プロデューサー）

2014年
- Z/X IGNITION（プロデューサー）
- 結城友奈は勇者である -結城友奈の章-（プロデューサー）

2015年
- ローリング☆ガールズ（プロデューサー）
- えとたま（プロデューサー）
- 進撃!巨人中学校（プロデューサー）

2017年
- 進撃の巨人 Season2（プロデューサー）
- ボールルームへようこそ（プロデューサー）
- 結城友奈は勇者である -鷲尾須美の章-/-勇者の章-（プロデューサー）

2018年
- 進撃の巨人 Season3（プロデューサー）
- 火ノ丸相撲（プロデューサー）

2019年
- BEM（プロデューサー）

2020年
- 進撃の巨人 The Final Season（プロデューサー）

2021年
- 結城友奈は勇者である ちゅるっと!（プロデューサー）
- 結城友奈は勇者である -大満開の章-（プロデューサー）

### 劇場アニメ
2003年
- キル・ビル（アニメパート Production Manager）

2004年
- イノセンス（スペシャルサンクス）

2009年
- 宮本武蔵 -双剣に馳せる夢-（プロデューサー）

2010年
- 昆虫探偵ヨシダヨシミ（プロデューサー）
- 28 1/2 妄想の巨人（共同プロデューサー）

2011年
- 劇場版 戦国BASARA -The Last Party-（プロデューサー）

2013年
- ハル（プロデューサー）

2014年
- 劇場版 進撃の巨人 前編〜紅蓮の弓矢〜（プロデューサー）

2015年
- 劇場版 進撃の巨人 後編〜自由の翼〜（プロデューサー）

2017年
- 劇場版 進撃の巨人 Season2〜覚醒の咆哮〜（プロデューサー）

### Webアニメ
2019年
- ケンガンアシュラ（プロデューサー）
- 無限の住人-IMMORTAL-（エグゼクティブプロデューサー）

### OVA
2003年
- アイシールド21 幻のゴールデンボウル（制作デスク）

2004年
- ヴァン・ヘルシング アニメーテッド（Production Manager）

### テレビドラマ
2006年
- プリンセス・プリンセスD（キャラクターイメージDVD アシスタント･プロデューサー）